# Lessertia flanaganii
Lessertia flanaganii är en ärtväxtart som beskrevs av Harriet Margaret Louisa Bolus. Lessertia flanaganii ingår i släktet Lessertia och familjen ärtväxter. Inga underarter finns listade i Catalogue of Life.